# کوه پانگرانگو
کوه پانگرانگو (به لاتین: Mount Pangrango) یک آتشفشان چینه‌ای و کوه در اندونزی است که در Bogor واقع شده‌است. کوه پانگرانگو ۳٬۰۱۹ متر بالاتر از سطح دریا واقع شده‌است.